# Coscoroba coscoroba
Il cigno coscoroba (Coscoroba coscoroba (Molina, 1782)) è un uccello appartenente alla famiglia degli anatidi, unico rappresentante del genere Coscoroba.

## Descrizione
Il cigno coscoroba è un anatide di grandi dimensioni, con una lunghezza compresa tra i 90 cm e i 115 cm, ha un piumaggio completamente bianco, il becco è di un rosso vivo, rispetto ai cigni definiti tali in zoologia ha una linea più snella, gambe più lunghe e collo più corto; l'aspetto dei due sessi è molto simile.

## Distribuzione e habitat
Il cigno coscoroba è originario del Sudamerica, è diffuso nelle regioni più a sud, quali Argentina e Cile, dove vive in prossimità dei laghi e corsi d'acqua ricchi di vegetazione.